# Інституціоналізм
Інституціоналі́зм, або інституціона́льна еконо́міка (англ. institutional economics), — напрям економічної теорії, який бере в основу аналізу не тільки економічні проблеми, але й пов'язує їх з проблемами соціальними, політичними, етичними, правовими тощо.

## Сутність терміна
В основі терміна «інституціоналізм» лежить поняття «інститут», яке розглядається як первинний елемент рушійної сили суспільства в економіці та поза її межами. До інститутів відносять державу, сім'ю, підприємництво, монополії, приватну власність, профспілки, релігію, общини, організації, все, що відображає звичаї, етику, правові рішення, суспільну психологію і еволюцію форм економіки.
Предметом дослідження представників інституціоналізму стали інституції — сукупність суспільних звичаїв, в яких закріплено домінуючий спосіб мислення для соціальної групи чи всього народу.

## Інститут, чи інституція
Щоб зрозуміти різницю між поняттями „інститут” та „інституція”, варто взяти до уваги, найперше те, що термін „інститут” походить від латинського „institutum”, що означало встановлення, запровадження, звичай. „Institutio”, „institutiones” називався підручник. Чи не першою відомою інституцією став підручник римського юриста Гая (друга половина ІІ століття), що складався з чотирьох книг. Згодом з’являються інші інституції. Зокрема, у VI столітті широко відомою під такою назвою стала одна з чотирьох частин зводу чинного римського права, створеного за ініціативою імператора Східної Римської імперії Юстиніана І [1]. Отже, в латинській мові чітко простежувалися своєрідні смислові межі між цими однокореневими поняттями. Надалі терміни „institutum” та „institutio” були сприйняті багатьма мовами світу. Особливу ж увагу дослідники, зокрема О. Конт (1798 – 1857 рр.) та Г. Спенсер (1820 – 1903 рр.), почали приділяти „інститутам” тільки з початком ХІХ століття, використовуючи в процесі їх аналізу наявний дослідницький інструментарій – еволюціоністський чи позитивістський підходи. Відтак починає формуватися інституціоналізм як принцип дослідження. Інститути витлумачувалися як „природні” утворення. Обґрунтовуючи їх сутність, дослідники розмислювали над сферою компетенції інститутів загалом і політичних інститутів зокрема. Вони акцентували на тому, що політичні інститути слугують задоволенню такої фундаментальної життєвої потреби суспільства, як забезпечення безпеки та соціального порядку. Саме завдання виживання суспільного організму в умовах його еволюції породжувало, як вважав Г. Спенсер, необхідність формування погоджувальної й координуючої суспільної підсистеми – особливого виду регулятивного інституту, яким й поставав політичний інститут [2]. Згодом, на противагу „природному” обґрунтуванню виникнення інститутів, в це поняття включаються (зокрема, М. Вебером та К. Марксом) елементи „штучності”, або соціальної інженерії. Інститути починають розглядати як конструкти, що склалися в результаті послідовно проведеної людьми об’єктивації реальності. Крім цього, Т. Парсонс, приміром, вбачав у них сукупність специфічних нормативних комплексів, залучених у процесі регуляції статусно-рольової поведінки індивідів; М. Оріу – особливу юридичну техніку, покликану втілювати в практику норми об’єктивного права [3]. Поряд з цим з’являються дослідники (які, приміром, дотримувалися консервативної парадигми), котрі здійснюють спроби витлумачити інститути через традицію, мораль та звичку, протиставляючи „інституту” таке поняття, як „конституція” [4]. Перший з цих термінів вживався консерваторами для позначення соціальних і політичних структур, котрі були плодом традиції, історії, моралі, звички, а другий (що використовувався лібералами) підкреслював вторгнення волі, спрямованої на надання політичній владі раціональної та міцної організації. Перша половина ХХ століття стала часом надзвичайного поширення інституційного підходу в англо-американській науці, наслідком чого була поява цілого ряду досліджень, серед яких „Соціальні інститути” Дж. Хертзлера (1929 р.) та його ж праця „Американські соціальні інститути” (1961 р.), „Інститути” У. Гамільтона (1932 р.), „Сучасні американські інститути” Ф. Чепіна (1935 р.), „Соціальні інститути” Л. Балларда (1936 р.), „Соціальні інститути” Г. Барнза (1942 р.), „Головні соціальні інститути” К. Панунзіо (1946 р.), „Інститути суспільства” Дж. Фейблмана (1956 р.) [5]. Дослідники, розкриваючи сутність терміна, розуміли під інститутами (насамперед – соціальними) досить розмаїте коло речей: форми мислення, що встановилися [6]; вербальні символи, за допомогою яких можна описати групу соціальних звичаїв, що набули поширення і стали незмінними [7]; ідеї [8]; моделі настанов поведінки членів групи [9]; зразки стандартизованих очікувань, які управляють поведінкою індивідів та соціальними відносинами [10]. Згодом М. Дюверже висловив думку, що термін „соціальний інститут” можна було б резервувати для позначення сукупності ідей, вірувань, звичаїв, які складають впорядковану і організовану цілісність [11]. 
Отже, питання синонімії понять „інститут” та „інституція” вирішується шляхом окреслення специфіки застосування кожного з них та неприпустимості ототожнення їх значень. Інституціям відводиться значення символічних, звичаєвих, семіотичних значень та практик, закріплення і відтворення яких здійснюється за допомогою таких соціальних організацій, як інститути (зокрема, політичні).

## Історичні аспекти
Термін «інституціональна економічна теорія» вперше використав В. Г. Гамільтон у 1919 році, проте сам початок даного напряму відносять до початку XX століття, коли Торстейном Вебленом було видано монографію «Теорія ледачого класу» (1899 рік).
Виникнення інституціоналізму обумовлено такими факторами:
1. трансформаційними зрушеннями в ринковій системі під впливом монополізації та корпоратизації економіки та проявами ринкової нестабільності — ознаками циклічності, проблемою зайнятості тощо;
2. наявністю соціальних суперечностей та посиленням впливу масових суспільних організацій та рухів (робітничого, профспілкового);
3. неспроможністю неокласичної доктрини підтримувати думку про самодостатність конкурентного ринку, його цілком автоматичне ефективне регулювання та невтручання держави;
4. потребою суспільного контролю над ринковим механізмом та демократичного реформування суспільних відносин.

## Сучасний розвиток
Інституціоналізм, таким чином, є якісно новим напрямом економічної думки. Він увібрав у себе найкращі теоретико-методологічні дослідження кон'юнктури ринку попередніх шкіл економічної теорії, а також методологічний інструментарій історичної думки Німеччини (для дослідження проблем «соціальної психології» суспільства). До інших напрямів, які справили вагомий вплив на формування інституціоналізму можна віднести ліберальний реформізм Дж. С. Мілля, філософію прагматизму Ч. Пірса, Дж. Дьюї.
З 50—60-х pp. XX ст. в межах неокласичної течії формується новий науковий напрям, представники якого працюють на межі економічної теорії та інших суспільних наук — філософії, соціології, політології, кримінології тощо. Якщо інституціонально-соціологічний напрям, що виник на початку XX ст. вважається «старим» інституціоналізмом, то цей новий науковий напрям називають неоінституціоналізмом.
Подальший розвиток інституціоналізму слід перш за все пов'язувати із зміною методологічної бази. Якщо «старий інституціоналізм» використовує методологію холізму (за ним поведінка та інтереси індивідів пояснюються через характеристику інститутів, які визначають їх взаємодію, тобто «інститути первинні, індивіди вторинні»), то неоінституціоналізм увібрав у себе класичну методологію індивідуалізму — пояснення інститутів через потребу індивідів в існуванні певних рамок, які структурують їх взаємодію в різних сферах, тобто — «індивіди первинні, інститути вторинні».
Засновником даного напрямку вважають Рональда Коуза. Така зміна в методологічному підході дала йому зокрема змогу розробити свої теорії прав власності, теорію трансакційних витрати, теорію фірми.
Якщо «старі» інституціоналісти залишилися аутсайдерами світової спільності вчених-економістів, то неоінституціоналісти змогли стати фаворитами. У списку Нобелівських лауреатів з економіки вісім лауреатів так чи інакше належать саме до неоінституціонального напряму.
Згідно з авторитетною економічною енциклопедією «The New Palgrave: A Dictionary of Economics», до складу «нової політичної економії» включають шість основних напрямів неоінституціональних досліджень:
- теорію суспільного вибору;
- теорію прав власності;
- теорію права і злочинності;
- політичну економію регулювання;
- нову інституціональну економіку та нову економічну історію.

У цьому переліку можна виділити сфери неоінституціонального аналізу, що знаходяться на межі між «економікс» та іншими суспільними науками, а саме:
1. економіко-noлітологічні дослідження (теорія суспільного вибору, політична економія регулювання);
2. економіко-правові дослідження (теорія прав власності, права та злочинності);
3. економіко-соціологічні дослідження (нова інституціональна економіка);
4. економіко-історичні дослідження (нова економічна історія).

Стовбур сучасного інституціоналізму утворюють два напрямки (згідно з Траї Еггертсоном) — неоінституційна економіка та нова інституційна економіка.
Неоінституційна економіка — напрям розвитку інституціональної теорії, яка вивчає проблеми суспільних наук за допомогою неокласичної методології (завжди існує ринкова рівновага, існує лише одна точка рівноваги і вона збігається з оптимумом Парето, вибір індивідів завжди раціональний [Архівовано 10 січня 2017 у Wayback Machine.], інтереси формуються екзогенно)
Нова інституційна теорія — принципово новий напрям економічної думки, який базується на критиці неокласичної методології неоінституціоналізму і перегляді її основних положень (ринкова рівновага може існувати, а може і не існувати, може бути одна або кілька точок рівноваги і вона не обов'язково збігається з оптимумом Парето (теорія ігор Неша), вибір не може бути раціональний через недостатність інформації і через нездатність наявну інформацію належним чином проаналізувати (Саймон), інтереси формуються екзогенно та ендогенно (Норт).
У рамках раннього інституціоналізму склались три основні напрями:
- соціально-психологічний,
- соціально-правовий,
- емпіричний (кон'юнктурно-статистичний).

Представником соціально-психологічного інституціоналізму був Торстейн Веблен («Теорія бездіяльного класу» 1899, «Абсентеїстська власність» 1924), який поставив перед собою завдання розширити сферу економічного дослідження за рахунок вивчення суспільної психології, інстинктів, навичок і схильностей людей.
Економічні погляди Т. Веблена:
1. Розглядав людину як біосоціальну істоту, яка керується природними інстинктами, до яких включав:
  1. інстинкт майстерності;
  2. інстинкт самозбереження та збереження роду;
  3. схильність до суперництва;
  4. схильність до наслідування;
  5. схильність до пустої цікавості.
2. Виділяє такі стадії розвитку людського суспільства:
  1. дикунство (раннє та пізнє), якому притаманні колективістські інститути, відсутність приватної власності, обміну;
  2. варварство;
  3. реміснича та промислова стадія.
3. Приватну власність розглядає як наслідок людської схильності до конкуренції, найбільш помітний успіх у змаганні. Поряд з даним поняттям розглядає категорію «заздрісне споживання», яка має більш складне психологічне підґрунтя й за допомогою якої аналізує такі явища як схильність людей до престижного споживання й нагромадження капіталу.
4. Є автором вчення про «абсентеїстську власність» як таку, що не відчутна і належить бізнесменам. Він розглядає її як основу існування «бездіяльного класу» та основу протиріччя між індустрією та бізнесом. Розв'язання цих суперечностей завершиться переходом влади до інженерно-технічної інтелігенції — технократів. Крім того, абсентеїстська власність є основою існування бездіяльного класу та основою протиріч між індустрією та бізнесом.
5. Запропонував власну концепцію індустріальної системи, згідно з якою цією капіталізм еволюціонує таким чином, що проходить дві стадії розвитку:
  1. стадію панування підприємця, коли влада та власність належить підприємцю;
  2. стадію панування фінансів, коли панівною силою стає фінансист.
6. Недосконалість сфери обігу пов'язував з глибокими соціальними суперечностями.

Засновником соціально-правового напряму раннього інституціоналізму був Джон Роджерс Коммонс («Правові основи капіталізму» 1924, «Інституціональна економіка. Її місце в політичній економії» 1934).
Економічні погляди Дж. Р. Коммонса:
1. В основу аналізу покладає позаекономічні інститути, зокрема, юридичні та правові норми.
2. Розглядає угоду як юридичний акт порозуміння та центральний елемент економічних відносин. Поділив усі угоди на три групи:
  1. на ринкові (акти купівлі-продажу та контроль за цим з боку суду);
  2. адміністративні (відносини між керівниками та їх підлеглими);
  3. розподільчі (рішення корпорації про ціни, регулювання цін з боку уряду, держбюджету, податкової системи). Кожна угода містить три елементи:
    1. конфлікт, тобто зіткнення інтересів учасників угоди;
    2. взаємозалежність та взаємозв'язок інтересів учасників конфлікту;
    3. процедуру, тобто порядок вирішення конфлікту й укладання угоди.
3. Власність трактує не як економічну категорію, а як юридичний «титул власності» й поділяє на три категорії:
  1. речову,
  2. неречову (борги і боргові зобов'язання),
  3. невідчутну (цінні папери).
4. Виділяє чотири стадії розвитку капіталізму:
  1. первісна стадія капіталізму — торговельний капіталізм;
  2. підприємницька стадія;
  3. фінансовий (банківський) капіталізм;
  4. адміністративний капіталізм.
5. «Інституціональна економіка» в Коммонса — це економіка «регульованого капіталізму», «адміністративного капіталізму», або, як він інколи висловлювався, «розумного капіталізму». Ці характеристики зв'язані з визначенням ролі держави в капіталістичному суспільстві. Держава має забезпечити управління розвитком капіталістичної економіки, регулювати конфлікти не лише між окремими капіталістами, а й між капіталістами і робітниками.

Представником емпіричного (кон'юнктурно-статистичного) інституціоналізму був Веслі Клер Мітчелл («Ділові цикли» 1913).
Економічні погляди В. К. Мітчелла:
1. Політична економія — це наука про інститути, які забезпечують зразки й норми поведінки, формуючи таким чином певний інституційний порядок (англ. institutional order).
2. Використовуючи математичні та статистичні методи започаткував економетрику як нову галузь економічної науки.
3. Був визнаним спеціалістом у дослідженні економічних циклів, які характеризував як послідовну зміну піднесень і спадів виробництва, що періодично повторюються. Це не кризи, а своєрідні хвилеподібні коливання кон'юнктури — ділові цикли. Визнавав чотири фази економічного циклу:
  1. депресія;
  2. пожвавлення;
  3. розквіт;
  4. рецесія.
Його теорія циклу була спрямована на виявлення можливостей запобігання надвиробництва та циклічних спадів, на створення начебто «безкризового циклу» на основі їх регулювання з боку держави. На думку Мітчелла, засобом пом'якшення циклічних коливань і досягнення стійкої економічної кон'юнктури мав стати спеціально створений державний плануючий орган. Цей орган мав би здійснювати не директивне, а рекомендаційне планування, базуватися на науковому прогнозуванні реальних і досяжних кінцевих цілей суспільства.
4. Був прихильником державного регулювання економіки й довів необхідність соціального контролю над економікою.

Поведінкові підстави зародження, підтримки та еволюції інституційного порядку, відбуваються, згідно принципу "невидимої руки"  А. Сміта, що базується на концепції економічного інтересу. Інституційний порядок визначає "фундаментальні регулярності в процесі здійснення економічної діяльності економічними суб’єктами, незалежно від сфер та видів їхньої діяльності" .

## Критика інституціоналізму
Основна критика інституціоналізму міститься у працях представників Австрійської Економічної Школи Лібертаріанство